# Contrôle (psychanalyse)
Pour les articles homonymes, voir Contrôle.
En psychanalyse, un contrôle ou une supervision, est une pratique selon laquelle un psychanalyste s'adresse à un autre au sujet d'une ou plusieurs analyses dont il a la responsabilité,. Cela se pratique dans le cadre de sa formation principalement mais cela peut avoir lieu ponctuellement en tant que de besoin, de difficulté,.